# 姜伟泽
姜伟泽（2000年5月6日—），吉林汪清人，中国男子篮球运动员，司职后卫，现效力于中国男子篮球职业联赛吉林队。

## 生平
2019年，他获得了CBA全明星周末技巧挑战赛冠军。
2020年1月，他当选为CBA全明星周末星锐挑战赛最有价值球员。

## 外部連結
- 姜伟泽在fiba.basketball（英语）
- 姜伟泽在Basketball-Reference.com（國際）（英语）
- 姜伟泽在Eurobasket.com（球員）（英语）
- 姜伟泽在RealGM（英语）
- 姜伟泽在Proballers（英语）
- 姜伟泽在中国篮球数据库（新浪网）